# Turquinglés
Turklish (de Turkish + English en inglés), Türkilizce (de Türkçe + İngilizce en turco) o Turquinglés (de turco + inglés traducción literal al castellano) es una contracción de las palabras que se refiere a los hablantes nativos de turco que hablan mezclando los dos idiomas.
El término se utilizó en 1994 por primera vez y no se refiere al inglés hablado en acento turco sino a cambiar entre los dos idiomas.
El turquinglés se encuentra en las comunidades expatriadas turcas en los Estados Unidos, Canadá, el Reino Unido y Australia, entre los estudiantes de universidad y bachillerato en los países anglohablantes, corporaciones en Estambul y otras ciudades importantes.
Los hablantes del turquinglés usan una cantidad considerable de su vocabulario de inglés al hablar en turco. No es inusual que un hablante del turquinglés cambie con frecuencia entre los dos idiomas.
A veces, algunos modismos y proverbios de inglés se traducen directamente al turco y viceversa. Además, en el turquinglés los pronombres "él" y "ella" a veces son neutrales y que se pueden utilizar de manera intercambiable.

## Ejemplos
| Turquinglés   | Turco                  | Inglés         | Español         |
| ------------- | ---------------------- | -------------- | --------------- |
| Lead etmek    | Liderlik etmek         | To lead        | Dirigir         |
| Confirm etmek | Onaylamak, kabul etmek | To confirm     | Confirmar       |
| Update etmek  | Güncellemek            | To update      | Actualizar      |
| Focuslanma    | Odaklanma              | To focus on    | Concentrarse en |
| Aksiyon almak | Harekete geçmek        | To take action | Tomar medidas   |
| Çek etmek     | Kontrol etmek          | To check       | Revisar         |